# بئیداچو
بئیداچو یک قصبه در جمهوری خلق چین است که در شهرستان خودمختار یانچی هوئی واقع شده‌است. شهر بیداکو ۹٬۰۲۶ نفر جمعیت دارد.